# Dominic Adiyiah
Dominic Adiyiah (* 29. listopadu 1989, Akkra, Ghana) je ghanský fotbalista, který hraje na postu útočníka v thajském klubu Sukhothai FC.
Patřil mezi nejtalentovanější fotbalisty své doby. Po MS U20 2009 ho koupil italský klub AC Milán. Svůj talent nedokázal rozvinout a tak posledních 5 let hraje v Thajsku.

## Přestupy
- z Fredrikstad FK do AC Milán za 1 400 000 eur[3]

## Úspěchy

### Klubové
- 1× vítěz srbské ligy (2010/11)
- 1× vítěz srbského poháru (2010/11)

### Reprezentační
- 1× na MS (2010)
- 1× na APN (2010 – stříbro)
- 1× na MS do 20 let (2009 – zlato)

### Individuální
- nejlepší střelec na MS do 20 let (2009)
- nejlepší hráč na MS do 20 let (2009)
- nejlepší mladý africký fotbalista roku (2009)
- Ghanský sportovec roku (2009)